# Antoine de Bueil
Pour les autres membres de la famille, voir Famille de Bueil.
Pour les articles homonymes, voir Bueil.
Antoine de Bueil (né vers 1440/1445-mort après 1506), chancelier du roi, comte de Sancerre, seigneur de Courcillon, Launay-Trousseau, Châteaux et Vaujours, St-Christophe, St-Michel-sur-Loire,  Faye-la-Vineuse, Marmande, La Roche-Clermault, St-Laurent-de Lin, Carentan, Ussé ; fils de Jean V (ou VI) de Bueil, comte de Sancerre et amiral de France, et de Jeanne de Montjean, dame de Purnon.

## Biographie
Le 23 (ou 25 ou 30 ?) décembre 1461, au château de Montils-lez-Tours, près Tours, Antoine épouse Jeanne de France (1448-1467), fille légitimée de Charles VII et de sa favorite Agnès Sorel, dame de Beauté-sur-Marne. Il hérite du comté de Sancerre en 1478 au plus tard. Isabeau, abbesse de l'Abbaye de Bonlieu, rend aveux pour la métairie de Couart, paroisse de Dissay-sous-Courcillon, à Antoine de Bueil en tant que seigneur de Courcillon en 1488. Les aveux sont renouvelés par l'abbesse Madeleine en 1504.
Antoine de Bueil atteste par une lettre écrite au château du Val-Joyeux (alias de Vaujours), le 22 février 1488, qu'Antoine Berruier, avocat du roi à Chinon et Saumur, au nom et comme procureur d'autre Jeanne de Valois, dame de Mirebeau, comtesse de Roussillon, fille naturelle de Louis XI et veuve de Louis bâtard de Bourbon, amiral de France, lui a fait la foi et l'hommage lige pour le fief de Brizay relevant de sa terre et seigneurie de Faye-la-Vineuse.
Malgré sa prestigieuse alliance, il éprouve de sérieuses difficultés financières qui l'obligent à se séparer de Montrésor (1493) et de Saint-Calais (1491) (deux fiefs acquis par son arrière-grand-père Jean III), et aussi d'Ussé (dès 1485).

## Descendance
Antoine et Jeanne, élevés par Pierre Frotier au château de Preuilly, eurent deux enfants, d'où une nombreuse descendance en ligne féminine, encore subsistante de nos jours.
- Jacques de Bueil[4], d'où la suite des comtes de Sancerre.
- Renée de Bueil, dame de Faye-la-Vineuse, Purnon et Cheneché, épouse le 18 mars 1480 sans postérité Jean V de Bruges, seigneur de La Gruthuse (un fief à Bruges), fils du chevalier de la Toison d'or Louis de Bruges.